# Robert Bösch (Politiker)
Robert Bösch (* 30. April 1922 in Lustenau; † 16. Jänner 1983 ebenda) war ein österreichischer Politiker (VdU, FPÖ) und kaufmännischer Angestellter. Er war von Abgeordneter zum Vorarlberger Landtag, Bürgermeister der Gemeinde Lustenau und Landesparteiobmann der FPÖ-Vorarlberg.

## Ausbildung und Beruf
Bösch besuchte die Volksschule Lustenau und ein Jahr lang den  Vorbereitungskurs für die Handelsschule Lustenau. Er legte zudem die Stenotypistenprüfung ab und war von 1937 bis 1942 Angestellter der Firma Benedikt Mäser in Dornbirn. Er diente in der Folge von 1942 bis 1945 bei der Luftwaffe im Zweiten Weltkrieg und war nach seiner Rückkehr aus dem Krieg bis 1960 als Angestellter bzw. Abteilungsleiter der Firma Elastisana-Benedikt Mäser sowie Betriebsleiter eines Zweigbetriebes in Lustenau. Ab 1960 war Bösch hauptberuflich als Bürgermeister tätig. 

## Politik und Funktionen
Bösch war zwischen 1949 und 1955 Mitglied des Verbandes der Unabhängigen und wechselte 1955 nach der Gründung der Freiheitlichen Partei zur FPÖ. Er war innerparteilich auf lokaler Ebene als Ortsparteiobmann der VdU bzw. FPÖ-Lustenau aktiv und war vom 13. Mai 1950 bis zum 30. April 1982 Mitglied der Gemeindevertretung. Des Weiteren war er vom 26. August 1952 bis zum 20. April 1955 Mitglied des Gemeinderates und vom 23. April 1960 bis zum 30. April 1982 Bürgermeister von Lustenau. Auf Landesebene wirkte er vom 16. Mai 1976 bis zum 16. Mai 1982 als Landesparteiobmann der FPÖ Vorarlberg. Bösch war zudem Mitglied des Landesparteivorstandes der FPÖ Vorarlberg, Mitglied der Landesparteileitung der FPÖ Vorarlberg und Kommunalreferent der FPÖ Vorarlberg. Auf Bundesebene hatte er von 1976 bis 1982 die Funktion eines Mitglieds der FPÖ Bundesparteileitung sowie des FPÖ Bundesvorstandes inne.
Bösch gehörte außerdem vom 17. Oktober 1954 bis zum 1. September 1976 dem Vorarlberger Landtag an, wobei er bis 1969 den Wahlbezirk Feldkirch und danach den Wahlbezirk Dornbirn vertrat. Während seiner langjährigen Zugehörigkeit zum Landtag war er Mitglied im Erziehungs- und Volksbildungsausschuss, Mitglied im Sozialpolitischen Ausschuss, Mitglied im Finanzausschuss, Mitglied im Landwirtschaftlichen Ausschuss und Mitglied im Kulturausschuss.
Ein Bombenanschlag auf sein Wohnhaus am 11. März 1962 wurde nie aufgeklärt. 
Neben seinen politischen Ämtern war Bösch auch Mitglied des Österreichischen Aeroclub der Sportfliegergruppe Lustenau, Mitglied im Landesverband des Österreichischen Aeroclubs, Mitglied im Aufsichtsrat der VOGEWOSI, Mitglied im Kuratorium des Landeswohnbaufonds und Mitglied im Vorarlberger Gemeindeverband.

## Privates
Bösch wurde als Sohn des Stickermeisters Johann Bösch und dessen Gattin Franziska, geborene Hofer, geboren. Er heiratete am 28. April 1951 Ruth Wölfle (1925–2010) und wurde Vater zweier Töchter. 

## Auszeichnungen

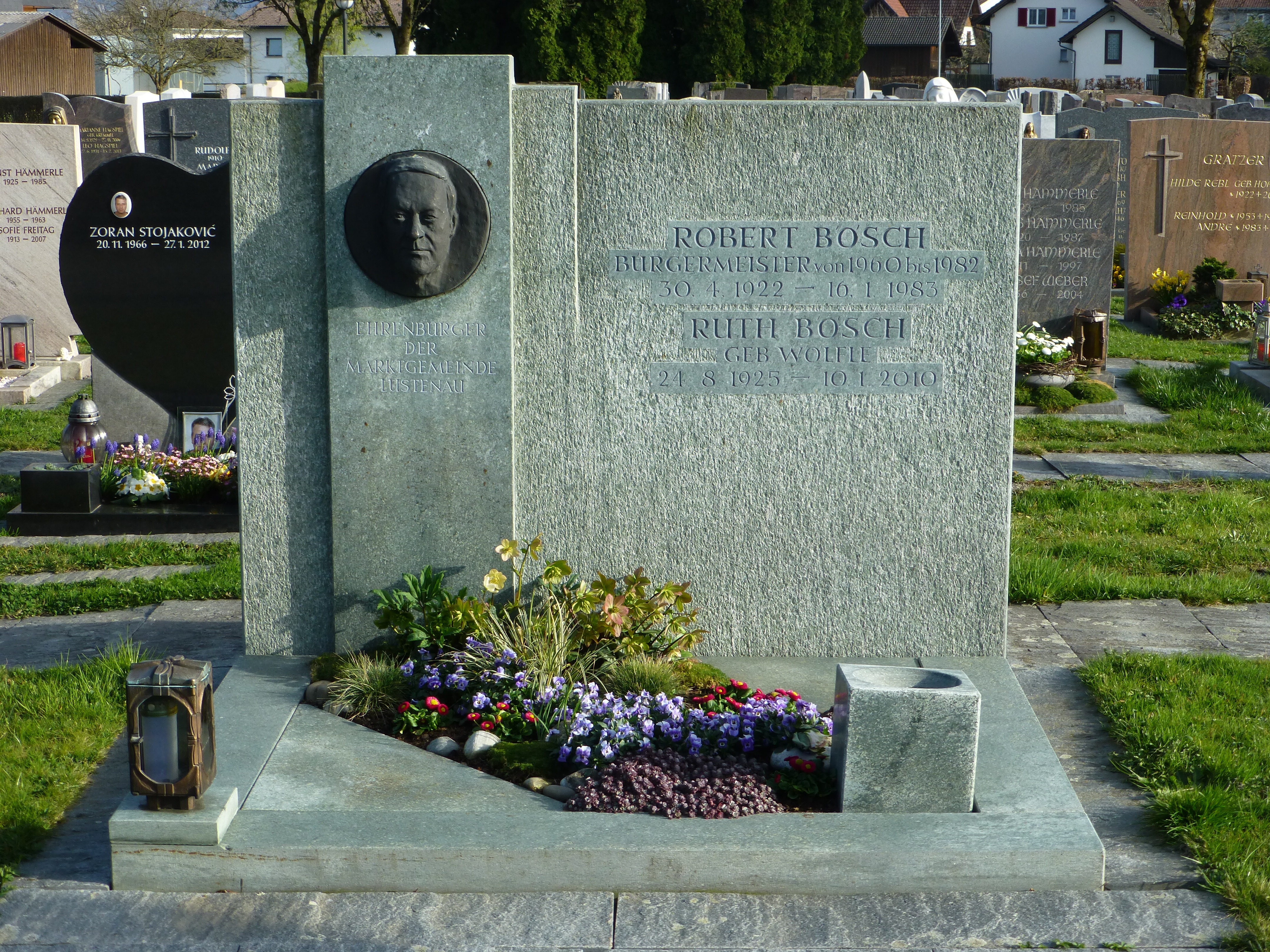
Ehrengrab im Friedhof Hasenfeld

- Großes Goldenes Ehrenzeichen für Verdienst um die studierende Jugend (1968)
- Silbernes Ehrenzeichen des Landes Vorarlberg (1982)
- Ehrenparteiobmann der FPÖ Vorarlberg (1982)
- Ehrenbürger der Marktgemeinde Lustenau (posthum 1983)
- Ehrenobmann der FPÖ Lustenau
- Floriani-Plakette des Landesfeuerwehrverbandes